# ربات‌روان‌شناسی

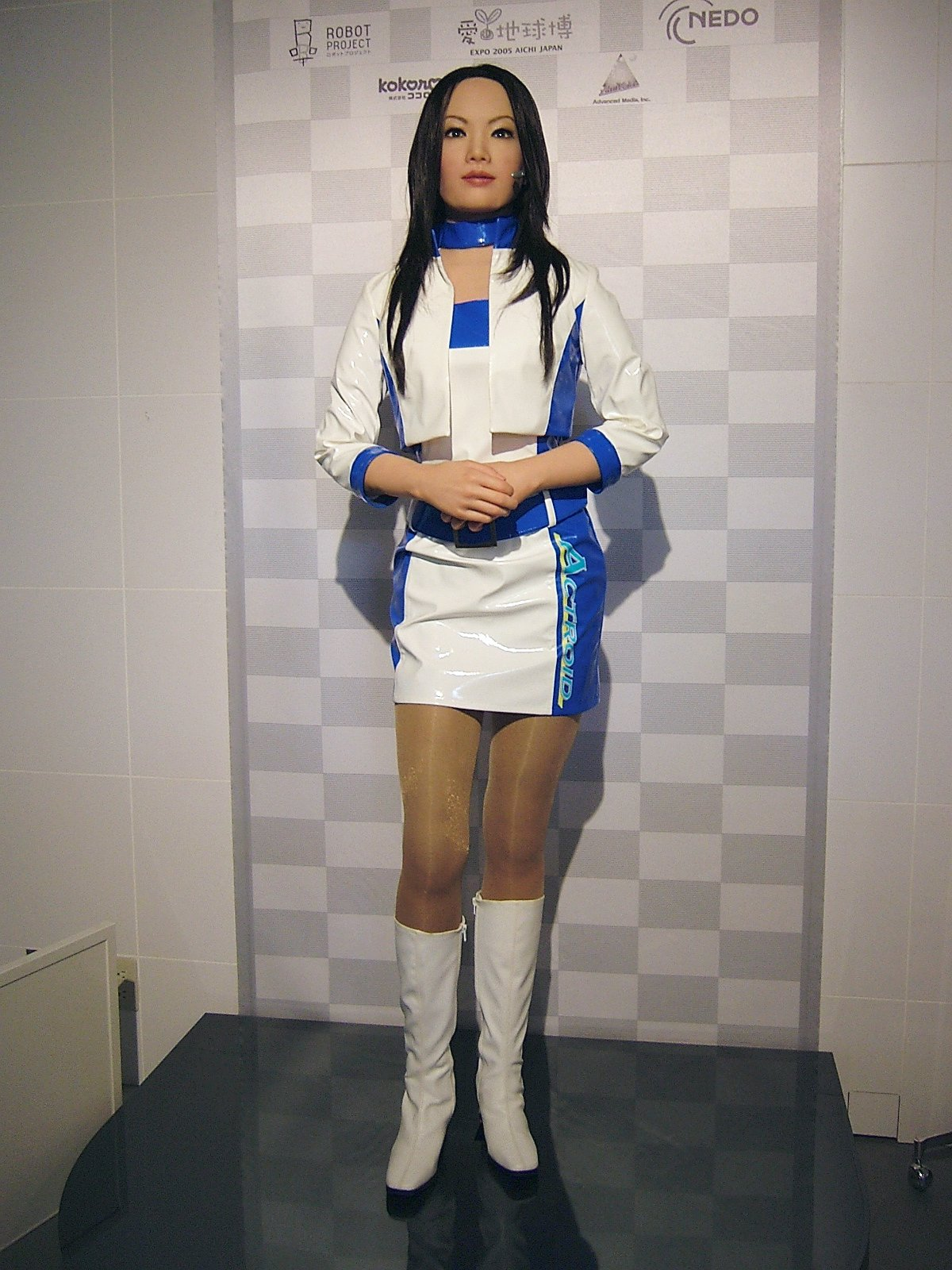
رباتی با ظاهر زنانه در اکسپو ۲۰۰۵، ناگاکوته.

ربات‌روان‌شناسی (انگلیسی: Robopsychology) مطالعهٔ شخصیت‌ها و رفتارهای مربوط به هوش مصنوعی و ربات‌ها است. این اصطلاح را نخستین بار آیزاک آسیموف در مجموعه‌داستان‌های من، ربات به کار برد. این داستان‌ها شخصیت دکتر سوزان کالوین را به‌عنوان یک ربات‌روان‌شناس معرفی می‌کنند و پیرامون حل مشکلات رفتاری ربات‌های هوشمند به‌وسیلهٔ او می‌چرخند. این اصطلاح همچنین در برخی مطالعات دانشگاهی حوزهٔ تعامل انسان و رایانه نیز به کار رفته است و به مطالعهٔ پیامدهای روان‌شناختی زندگی در جوامعی می‌پردازد که استفاده از رباتیک در آن‌ها به‌طور فزاینده‌ای رایج شده است.

## در زندگی واقعی
آندریا کوشوسکی، که خود را یک ربات‌روان‌شناس می‌نامد، در مجله دیسکاور نمونه‌هایی از وظایف بالقوهٔ یک ربات‌روان‌شناس را چنین بیان می‌کند:
- کمک به طراحی معماری شناختی
- تدوین برنامه‌های آموزشی مناسب برای آموزش مهارت‌های هدفمند به هوش مصنوعی
- تهیهٔ راهنماهایی برای کمک به فرایند یادگیری هوش مصنوعی
- رسیدگی به هرگونه ناسازگاری رفتاری در ماشین‌ها
- پژوهش دربارهٔ ماهیت اخلاق و چگونگی آموزش یا تقویت آن
- خلق شیوه‌های نوین درمانی در حوزهٔ هوش‌های رایانشی

یک بخش پژوهشی با عنوان ربات‌روان‌شناسی در آرس الکترونیکا فیوچرلب فعالیت می‌کند.
اصطلاح «ربات‌روان‌شناسی» همچنین به‌عنوان یک «زیرشاخهٔ روان‌شناسی برای مطالعهٔ نظام‌مند پیامدهای روان‌شناختی زندگی در جوامعی که کاربرد فناوری‌های رباتیک و هوش مصنوعی در آن‌ها به‌سرعت در حال گسترش است» پیشنهاد شده است. بر پایهٔ نظر حامیان ربات‌روان‌شناسی، چنین رشته‌ای در حال حاضر به‌صورت رسمی وجود ندارد؛ چرا که بررسی نظام‌مند منابع علمی در سال ۲۰۲۲ نشان داد که هیچ زیرشاخهٔ روان‌شناسی به‌طور اختصاصی به مطالعهٔ اثر ربات‌ها بر زندگی انسان‌ها نمی‌پردازد.
ای.وی. لیبین و ای.وی. لیبین این اصطلاح را چنین تعریف می‌کنند: «[ربات‌روان‌شناسی] مطالعه‌ای نظام‌مند دربارهٔ سازگاری میان انسان و موجودات مصنوعی در سطوح مختلف است [...]. روان‌شناسی ربات‌ها به تفاوت‌های فردی در تعامل انسان‌ها با انواع مختلف ربات‌ها و همچنین گوناگونی خود ربات‌ها می‌پردازد، و اصول روان‌شناسی تفاوت‌های فردی را در زمینه‌های سنتی مانند عوامل انسانی و تعامل انسان-رایانه به‌کار می‌گیرد. افزون بر این، ربات‌روان‌شناسان به بررسی سازوکارهای روانیِ جان‌بخشی به موجودات فناورانه می‌پردازند که پدیده‌ای منحصربه‌فرد با عنوان «شخصیت ربات» را پدیدمی‌آورد.»

## در داستان‌ها
در توصیف آسیموف، ربات‌روان‌شناسی آمیزه‌ای از ریاضیات پیشرفته و روان‌شناسی سنتی است که بر روی ربات‌ها اعمال می‌شود. روان‌شناسی انسان نیز بخشی از آن است، به‌ویژه در تعامل انسان با ربات‌ها. این حوزه همچنین «پیچیدگی فرانکنشتاین» را در بر می‌گیرد؛ یعنی ترس غیرمنطقی از این‌که ربات‌ها (یا دیگر آفریده‌ها) علیه خالقان خود بشورند.